# Nitidula carnaria
Nitidula carnaria  (лат.) — вид жуков-блестянок. Длина тела взрослых насекомых (имаго) 1,6—3 мм. Тело буро-чёрное или бурое. Надкрылья большей частью рыже-бурые с жёлто-рыжими изменчивыми по форме пятнами.